# Antònia Arbona i Santamaria
Antònia Arbona i Santamaria (Sóller, 13 de setembre de 1970) és una escriptora i cantant mallorquina, així com investigadora literària i traductora. Llicenciada en Filosofia i Lletres, secció de Filologia Catalana (1997), té el Diploma d'Estudis Avançats (2002), que acredita la seva suficiència investigadora, del postgrau d'Experta Universitària en Teoria i Pràctica de la Traducció Literària (2009), del Màster Universitari en Llengua i Literatura Catalanes: Oralitat i Escriptura (2010) i del Màster Universitari en Llengües i Literatures Modernes (2013).

## Obres[1]

### Poesia
- Teories d'amor i desig (Ed. Moll, 1992).
- Terra i cendra (Ed. Moll, 1993).
- Murades de sensacions (Ed. Moll, 1995).
- Màscares de tardor (amb altres autors, Carles Sánchez i Cardona). Reus: Òmnium Cultural, 1996.
- Cadència (UIB i Caixa de Balears, 1998).
- Mans de carboni (Ed. Moll, 1999).
- Gènesi (Lleonard Muntaner, Editor, 2000).
- Synthesis. Palma: Moll, 2000.
- Singàmia (Lleonard Muntaner, Editor, 2001).
- Panys en la penombra (Lleonard Muntaner, Editor, 2001).
- El cromatisme dels mots (El Tall Editorial, 2002).
- Territori d'encluses (Lleonard Muntaner, Editor, 2005).
- La veritat i el límit (Lleonard Muntaner, Editor, 2007).
- Canelobres que enlluernen (Lleonard Muntaner, Editor, 2008).
- Rere la màscara (Lleonard Muntaner, Editor, 2008).
- Poemes pictòrics (Luhu Editorial, Alcoi, 2016).

### Assaig
- La poesia de Bartomeu Fiol. Sense decòrum a la recerca de la veritat (Lleonard Muntaner, Editor, 2000), que és la seva memòria d'investigació.
- La poesia de Jaume Pomar. El poderós exorcisme de la metàfora (Lleonard Muntaner, Editor, 2002).
- La poesia de Miquel Àngel Riera i Miquel Bauçà (Lleonard Muntaner, Editor, 2004).
- La trayectoria estética de Ramón del Valle-Inclán (Luhu Editorial, Alcoi, 2016).
- Estudi del "Llibre del desassossec" de Fernando Pessoa (Luhu Editorial, Alcoi, 2016), que és la reelaboració del treball de fi de màster.
- Arquetipos y género. Mujer y literatura en los siglos XIX-XX (Luhu Editorial, Alcoi, 2016).

### Enregistraments
- 2012: col·laboració en tres cançons amb poemes seus a Vox insularum, vol. II; segell Tumbet Music, de la mà de Joan Manel Escobedo.[1]
- 2012: Joan Manel canta Antònia Arbona, basat en dotze poemes.[1][3] Tumbet Music.
- 2013: Joan Manel i Antònia Arbona. Antologia multilingüe.[1]Tumbet Music.
- 2013: Joan Manel i Antònia Arbona. Acoplamentos. Tumbet Music.
- 2013: Sinergies. Piano de Miquel Brunet i recitat de l'actor Guillem R. Simó. Ona Edicions Musicals.
- 2014: Joan Manel i Antònia Arbona. Dreams never die. Tumbet Music.
- 2015: Antònia Arbona. Recital propi (Antologia). Tumbet Music.
- 2015: Antònia Arbona. Poemes pictòrics. Volum 1. Tumbet Music.
- 2016: Antònia Arbona. Poemes pictòrics. Volum 2. Tumbet Music.

## Premis[1]
- 1995: Premis Literaris Baix Camp — Gabriel Ferrater de poesia, 1995: per Màscares de tardor.
- 1995: Premi Solstici de poesia, Manises, 1995: per Cadells de l'aire.
- 2000: Bernat Vidal i Tomàs de Santanyí: per Synthesis.
- 2006: l'Associació de Belles Arts de Balears li va atorgar el Diploma d'Honor en la modalitat de Poesia, pel conjunt de la seva trajectòria.